# 2333 Портган
2333 Портган (2333 Porthan) — астероїд головного поясу, відкритий 3 березня 1943 року.
Тіссеранів параметр щодо Юпітера — 3,349.